# Привіт з фронту
Привіт з фронту (рос. Привет с фронта) — радянський художній телефільм 1983 року, знятий Творчим об'єднанням «Екран».

## Сюжет
Дія фільму відбувається в роки Німецько-радянської війни. Поранений солдат Юра полюбив медсестру Ніну, але так і не наважився їй зізнатися. З першого листа Ніна дізналася про його любов — і чекала нових листів, не знаючи, що Юра загинув.

## У ролях
- Олена Шилкіна — Ніна, медсестра
- Олена Майорова — Оля, медсестра
- Наталія Молєва — Алла, старша медсестра
- Яніна Лісовська — Клавдія, медсестра
- Олександр Галібін — Міша Воскобойников
- Андрій Смоляков — Петя Лаптєв
- Олександр Кузнецов — Ваня-Медицина
- Іван Бортник — «Папаша», поранений, батько трьох дітей
- Ернст Романов — Андрій Володимирович, вахтер
- Олександр Сірін — фотограф
- Галина Анісімова — Віра, медсестра
- Егон Нутер — Артур
- Володимир Землянікін — Іван Петрович Василевич
- Всеволод Абдулов — капітан Корнілов
- Світлана Акімова — Ірина Корнілова
- Галина Булгакова — медсестра
- Микола Волков — поранений
- Ірина Горохова — Таня, дівчина Володі
- Олексій Кудинович — поранений
- Олександр Марін — поранений
- Тетяна Морозова — епізод
- Ірина Новикова — епізод
- Марія Овчинникова — медсестра, яка спізнилася в гуртожиток
- Ольга Спиркіна — Тетяна, медсестра
- Всеволод Хабаров — епізод
- Олександра Харитонова — нянечка
- Микола Холошин — Володя, поранений солдат
- Віктор Фокін — поранений
- Євген Галушко — лейтенант у госпіталі
- Дмитро Титов — поранений

## Знімальна група
- Режисер — Іван Кіасашвілі
- Сценарист — В'ячеслав Кондратьєв
- Оператор — Лев Бунін
- Композитор — Владислав Шуть
- Художник — Валентина Брусіна